# (36424) Satokokumasaki
(36424) Satokokumasaki est un astéroïde de la ceinture principale.

## Description
(36424) Satokokumasaki est un astéroïde de la ceinture principale. Il fut découvert le 3 août 2000 au Bisei SG Center par le programme BATTeRS. Il présente une orbite caractérisée par un demi-grand axe de 2,30 UA, une excentricité de 0,11 et une inclinaison de 4,0° par rapport à l'écliptique.

## Compléments